# Olimp
Olimp (gr. Όλυμπος, ΄Olimbos; wymawiane z akcentem na pierwszą sylabę) – rozległy masyw górski, najwyższy w Grecji, położony między północną a środkową częścią kraju, oddzielający historyczną Macedonię od Tesalii.

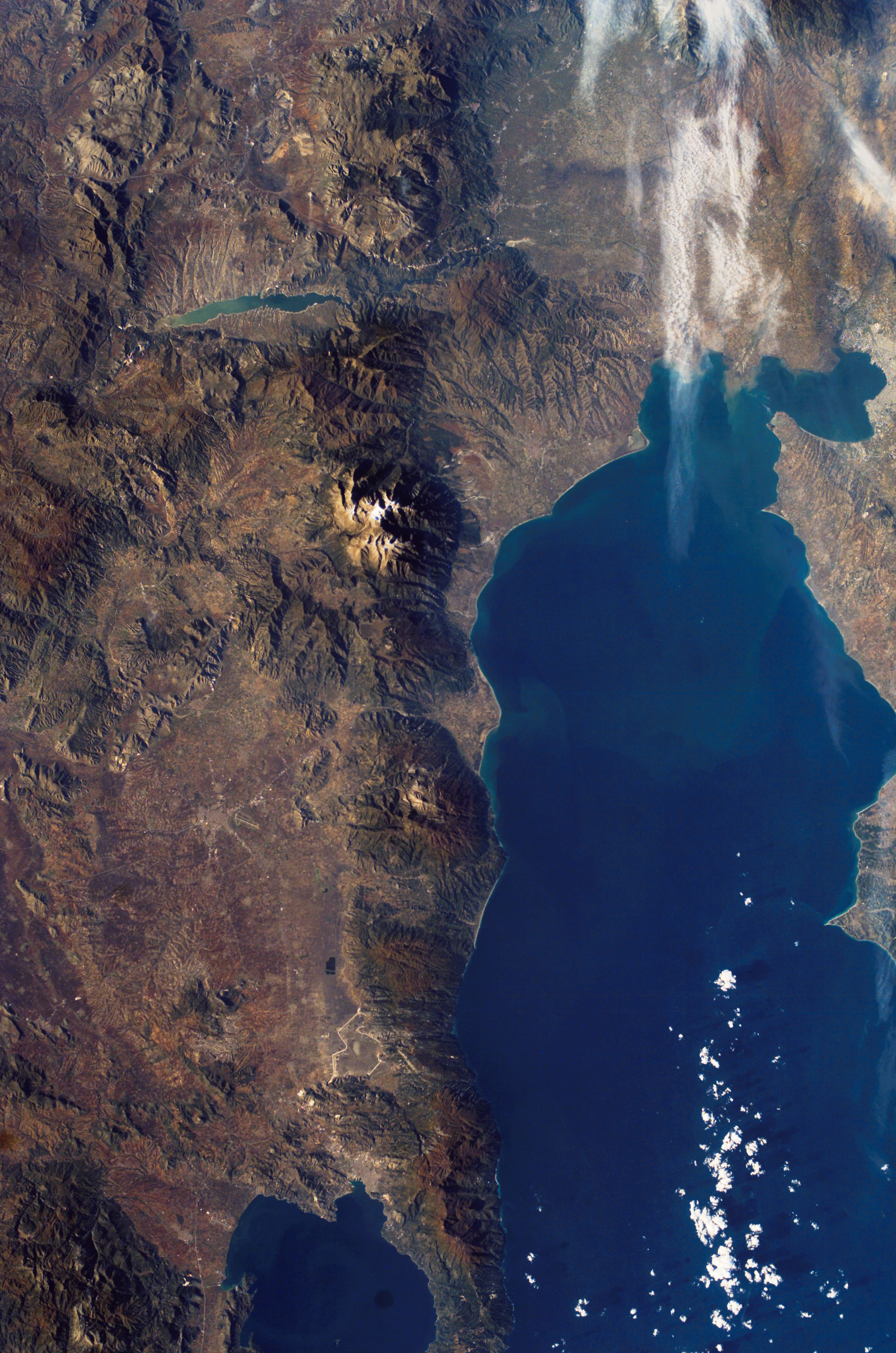
Olimp jest masywem górskim najdłużej w Grecji pokrytym śniegiem – stąd jego nazwa, oznaczająca „lśniący”

Trójwymiarowa prezentacja Olimpu

Jego najwyższy szczyt Mitikas wznosi się na wysokość 2917,727 m n.p.m. Inne szczyty to Skolio (2911 m n.p.m.), Stefani (2909 m n.p.m.), Skala (2866 m n.p.m.), Touba (2785 m n.p.m.). Masyw znajduje się między dolinami rzek Pinios i Aliakmon, nad Zatoką Termajską. Na zachodzie i południowym zachodzie kończy się pionowymi ścianami o wysokości do 500 metrów. Z północnych urwisk najwyższa jest ściana Skolio, licząca 400 metrów. Deniwelacja między centrum Litochoro a głównym szczytem Olimpu wynosi 2620 metrów.
Masyw Olimpu zbudowany jest z dolnojurajskich (liasowych) skał osadowych powstałych w płytkim morzu epikontynentalnym. Około miliona lat temu, w epoce lodowcowej, masyw Olimpu był zlodowacony, czego pozostałością są cyrki lodowcowe.
Zbocza gór porośnięte są lasami iglastymi, liściastymi oraz makią. W wyższych partiach lasy przechodzą w łąki. Olimp jest ośrodkiem wypoczynkowo-turystycznym, z założonym w 1938 roku parkiem narodowym.

## Dzieje zdobywania
W mitologii greckiej Olimp uważany był za siedzibę bogów greckich, w tym najważniejszego: Zeusa. Z tego miejsca bogowie mieli kierować ludzkimi losami. Wierzono, że ilekroć jakiś człowiek próbował tam wejść, spadał z niego.
Pierwszym znanym człowiekiem, który dotarł w pobliże wierzchołka, był w 1669 r. sułtan Imperium Osmańskiego Mehmed IV. Pierwszego wejścia na najwyższy szczyt masywu, Mitikas, dokonali 2 sierpnia 1913 r. Szwajcarzy, historyk sztuki Daniel Baud-Bovy i wybitny fotograf Frédéric Boissonas, w towarzystwie Greka Christosa Kakalosa. W dniu 19 sierpnia 1964 r. na Mitikas oraz położony nieco dalej Hagios Antonios (2815 m n.p.m.) weszli (prawdopodobnie jako pierwsi Polacy) Zbigniew Korosadowicz z żoną Olgą. W wyniku upadku podczas wspinaczki na Olimp w 1971 zmarł polski profesor botaniki Bogumił Pawłowski.
Eksplorację alpinistyczną rozpoczęli w masywie Olimpu w latach dwudziestych XX w. Niemcy i Włosi. Wyróżnił się wśród nich zwłaszcza słynny Emilio Comici, autor 6 nowych dróg w skali od IV do VI. Z punktu widzenia alpinistycznego najbardziej interesującymi są następujące urwiska: 500-metrowa zachodnia ściana Mitikas, 300-metrowa zachodnia i południowo-zachodnia ściana Stefani, 200-metrowa północna ściana tego szczytu oraz 400-metrowa „galeria” Skolio, licząca w podstawie blisko kilometr długości. Po II wojnie światowej najwięcej nowych przejść dokonał miejscowy przewodnik górski i długoletni gospodarz schroniska Spilios Agapitos Kostas Zolotas, którego droga na zachodniej ścianie Mitikas została uznana za najtrudniejszą w tym rejonie. Pierwszymi polskimi alpinistami, dokonującymi w masywie Olimpu wejść wspinaczkowych byli w sierpniu 1965 r. Maciej Kozłowski i Maciej Włodek.
Obecnie z Litochoro można w głąb masywu dotrzeć asfaltową drogą (poza okresem zimowym). Następnie z uroczyska Prionia wiedzie na szczyty szlak pieszy.
W trakcie greckich powstań narodowych (a także w okresach między nimi) oraz podczas okupacji włosko-niemieckiej w latach 1941–1944 i w następującej po niej greckiej wojnie domowej masyw Olimpu stanowił schronienie dla macedońskich partyzantów.
Co najmniej od czterech tysiącleci masyw Olimpu przecinają dwie trasy drogowe, a od roku 1909 także szlak kolejowy. Główna trasa wiedzie z Macedonii, przez malowniczą dolinę Tempe, do Tesalii. W 2004 oddano na tej trasie dwa tunele kolejowe, przebite przez masyw góry i zastępujące starą linię. Ukończenie budowy trzech podwójnych tuneli drogowych Autostrady Egejskiej miało nastąpić w 2017.